# Hungária Műtrágya-, Kénsav- és Vegyi Ipari Rt.

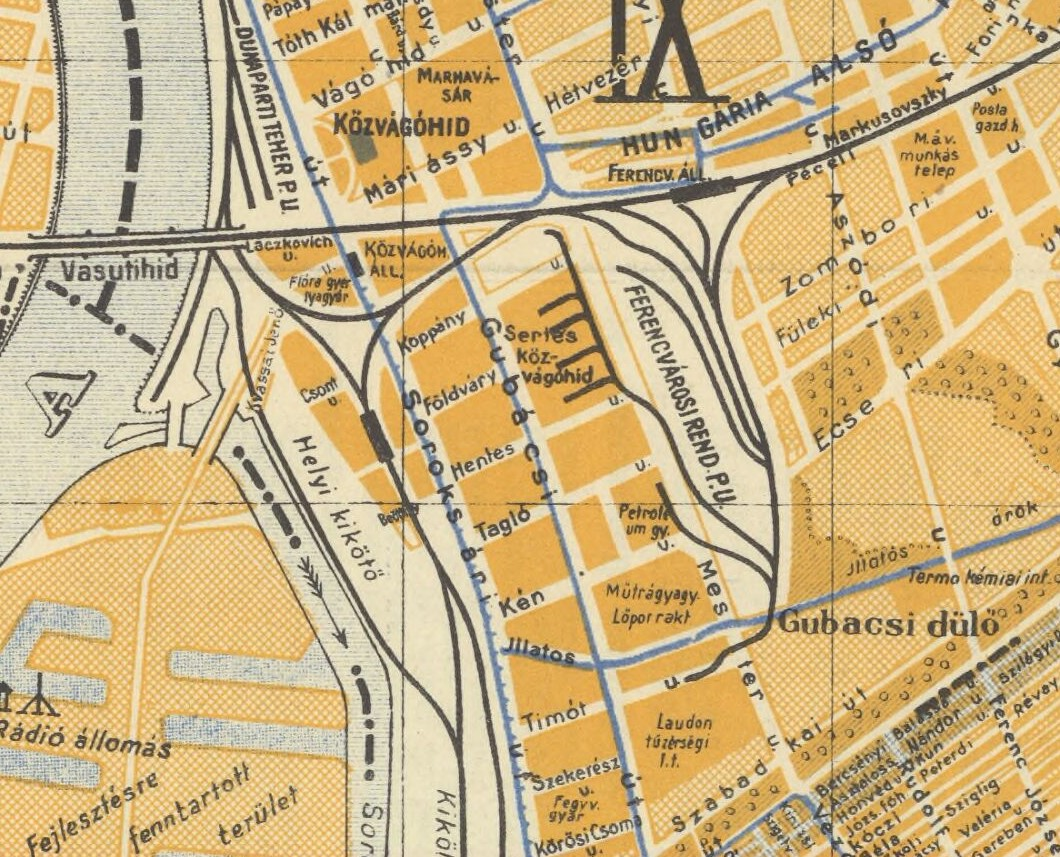
A gyár és környezete egy 1935-ös, olasz nyelvű Budapest-térkép részletén

A Hungária Műtrágya-, Kénsav- és Vegyi Ipari Rt., egy ideig Budapesti Kénsavgyár, majd Budapesti Vegyiművek Kén utcai telephely egy nagy múltú budapesti vegyipari üzem volt Budapest IX. kerületében.

## Története
A gyárat 1890-ben alapították Magyar Általános Kénsav és Műtrágya és Vegyipar Rt. néven a Pesti Magyar Kereskedelmi Bank kezdeményezésére a Kén utca mentén, a régi Lóversenytér helyén (a mai Kén utca – Gubacsi út – külső Mester utca által határolt telken, a Magyar Petróleumipar Rt. Kén utcai finomítója szomszédságában). 1892-ben neve Hungária Műtrágya-, Kénsav- és Vegyi Ipari Rt.-re változott. A telep a maga nemében Budapesten kívül az egész Osztrák–Magyar Monarchia az egyik legnagyobb üzem volt a legkorszerűbb berendezésekkel (pl. 400 lóerős gőzgéppel működtetett gépek). Gyártmányai kénsav, sósav, salétromsav, folyékony szénsav, műtrágyák, szuperfoszfát, csontliszt, hamuliszt, ammóniák voltak.
1895 körül 500-600 főt foglalkoztatott. A gyár ekkoriban fiókgyárral rendelkezett Zsolnán és Pápán. 1928-ban hozzácsatolták az Első Pesti Spódium- és Enyvgyár Rt.-t.
1936-ban épült fel az Illatos úti telephelye.
A második világháború végén a telep 85%-a elpusztult. 1949-ben államosították, ekkor különválasztották Budapesti Kénsavgyár néven a telephelyeitől. (Az 1936-tól az Illatos úton épült telep lett a Hungária Vegyiművek, a nagytétényi telep a Metallochemia.) 1948-ban DDT, 1948-ban HCH üzem épült hozzá.
1962-ben Budapesti Vegyiművek (BVM) néven összeolvasztották az Illatos úti vegyipari gyárral (Budapesti Vegyiművek Kén utcai telephely). Ezt követően a telephelyen elkezdtek növényvédő szereket is gyártani. 1969-ben Hidason új gyáregysége épült. Budapesten kutatóállomást is kialakítottak. 1980-tól klórozó, fluorozó, nitráló üzemeket létesítettek hozzá, azonban az 1980-as évek végén több termékének gyártását környezetvédelmi okokból megszűntették (1987: tetraklórbenzol, 1990: klórszulfonsav, kénsav).
Ezt követően, az 1990-es években az üzem szervetlen vegyipari termékeket és azokkal kapcsolatos szolgáltatásokat (trinátrium-foszfát, kénsavtárolás, kén-dioxid-kiszerelés), műtrágyát (pl. szuperfoszfát, folisol) és növényvédőszer-gyártást (a termékek 75%-a ekkoriban) folytatott az üzem. Termékei között szerepelt még hypo, marónátron, klór, sósav, enyvvek, ásványi sók (termékei az ilyen vegyipari jellegű országos szükséglet 30-35%-át fedezték.)
1996-tól 2003-ig a telephely több részletben eladásra került a CF Pharma Gyógyszergyártó Kft.-nek (CF Pharma).
Napjainkban az épületek egy részében termelés folyik, más részük üres.
A telep kiterjedt iparvágányhálózattal rendelkezett. Az összekötő vágány a 20. század elején a telep északi részén, a mai Külső Mester utca nyomvonalát keresztezve jött be a ferencvárosi rendező pályaudvar felől. Később ugyancsak a Külső Mester utca nyomvonalát keresztezve, de a telep déli részére tették át (ráadásul két vágányt, ld. a helyszínrajzot, illetve a Google utcaképet).

## Érdekesség
Érdekesség, hogy a gyár iparvágányhálózatán szolgált 1955-től 1966-os leselejtezésééig az a MÁV 381,001 számú gőzmozdony (gyártva: 1882), amelyet később, 1968 és 2015 között a Közlekedési Múzeum mögött lehetett kiállítva megtekinteni. A gépet 2015-ben átköltöztették Gyál felső megállóhelyre.

## Képtár

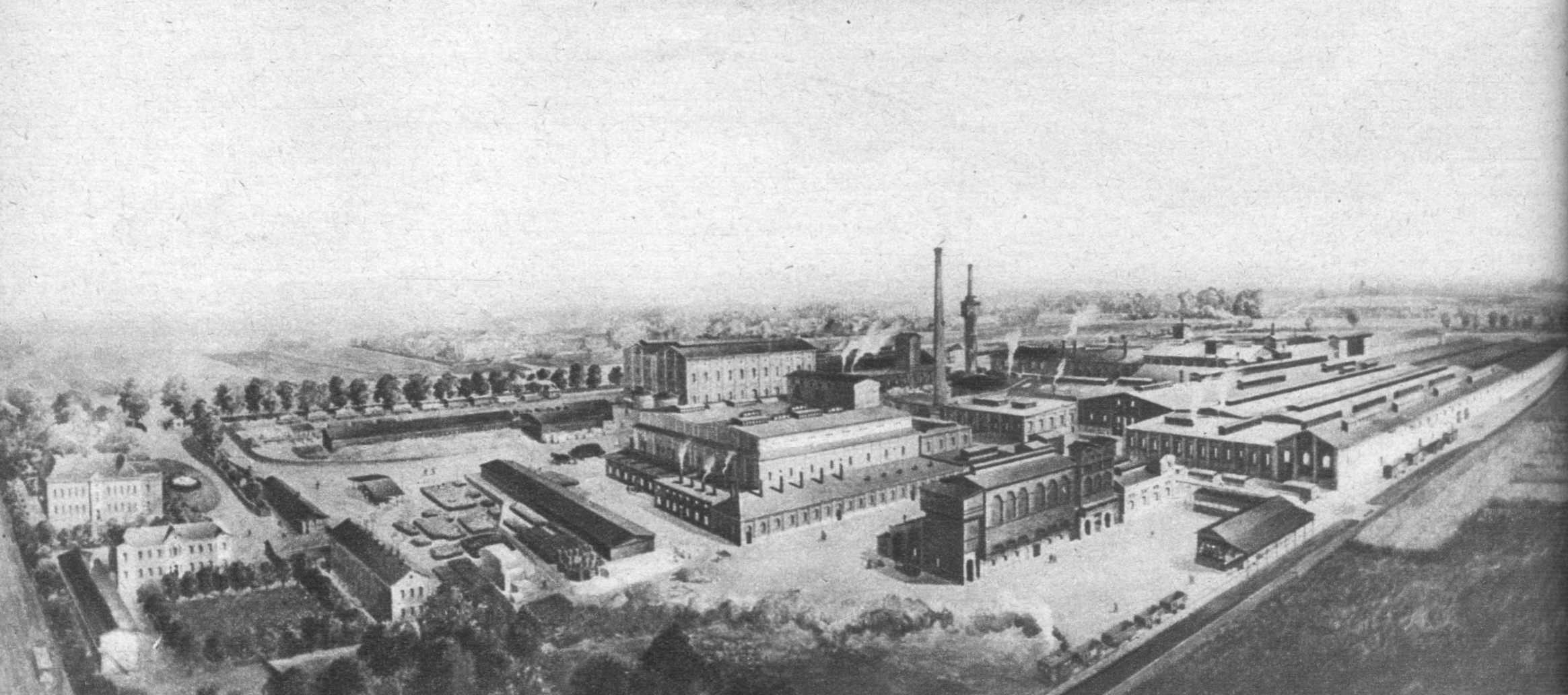
1920-as évekbeli látkép
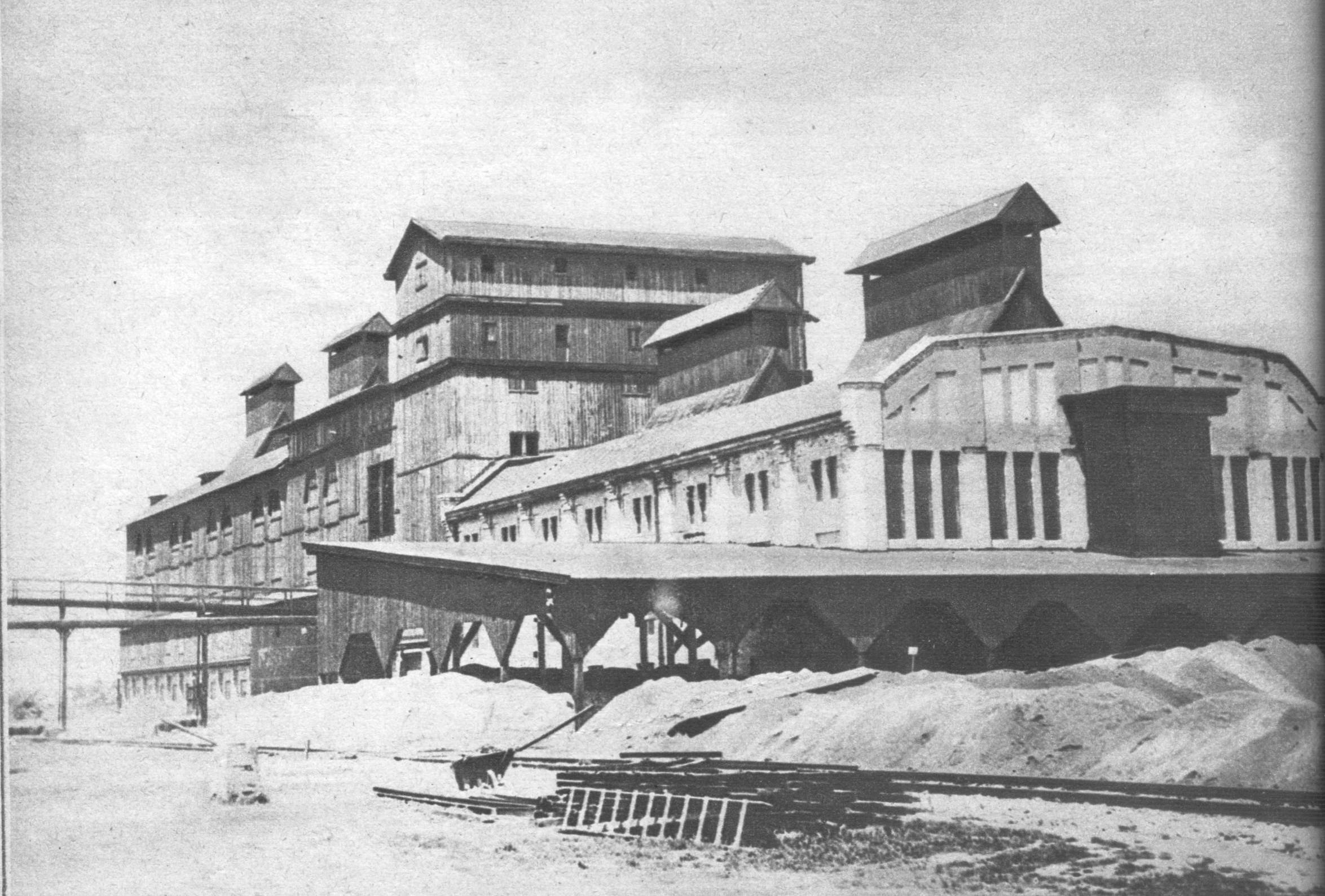
A pápai telep látképe (1920-as évek)
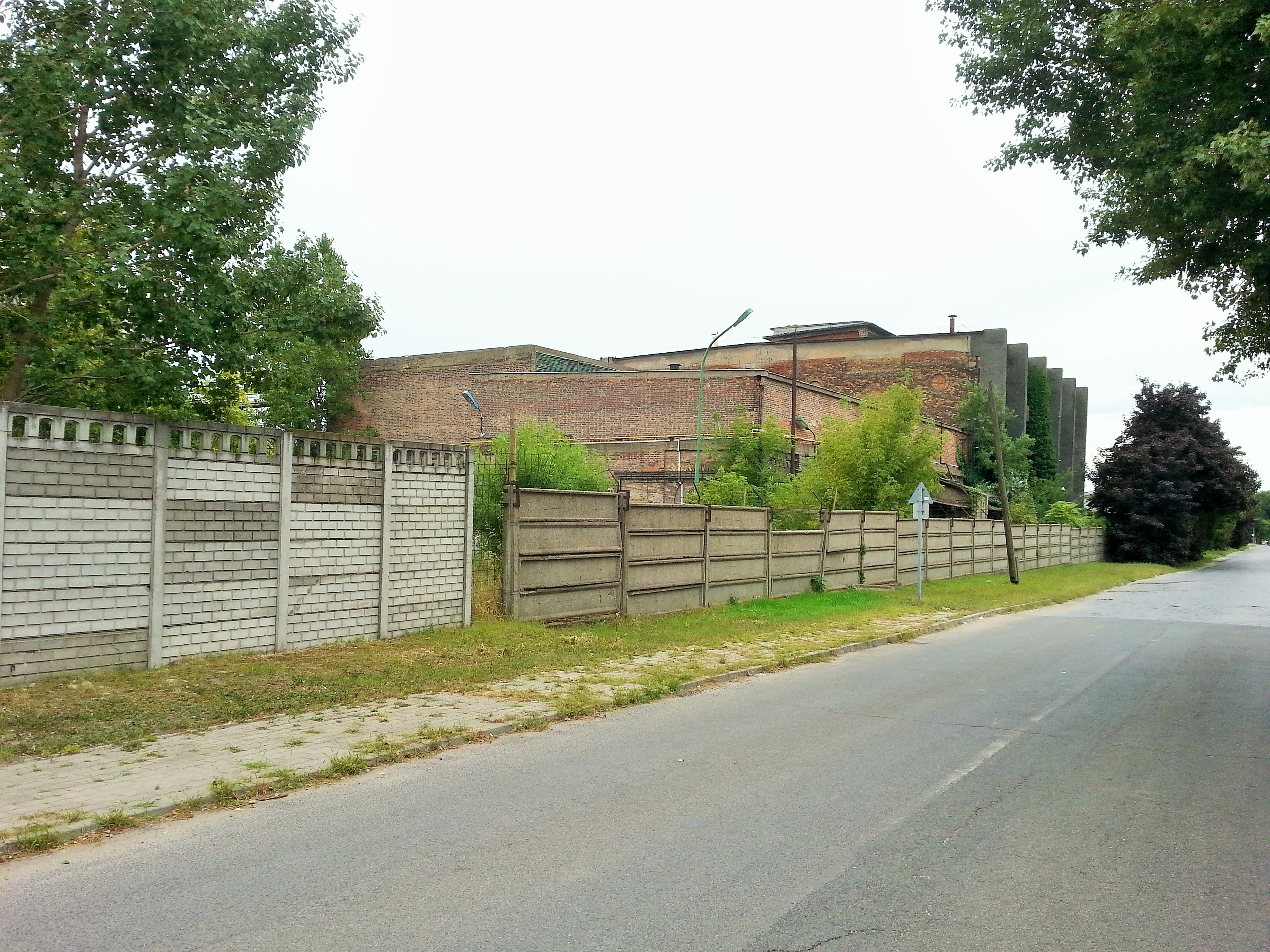
Napjainkban
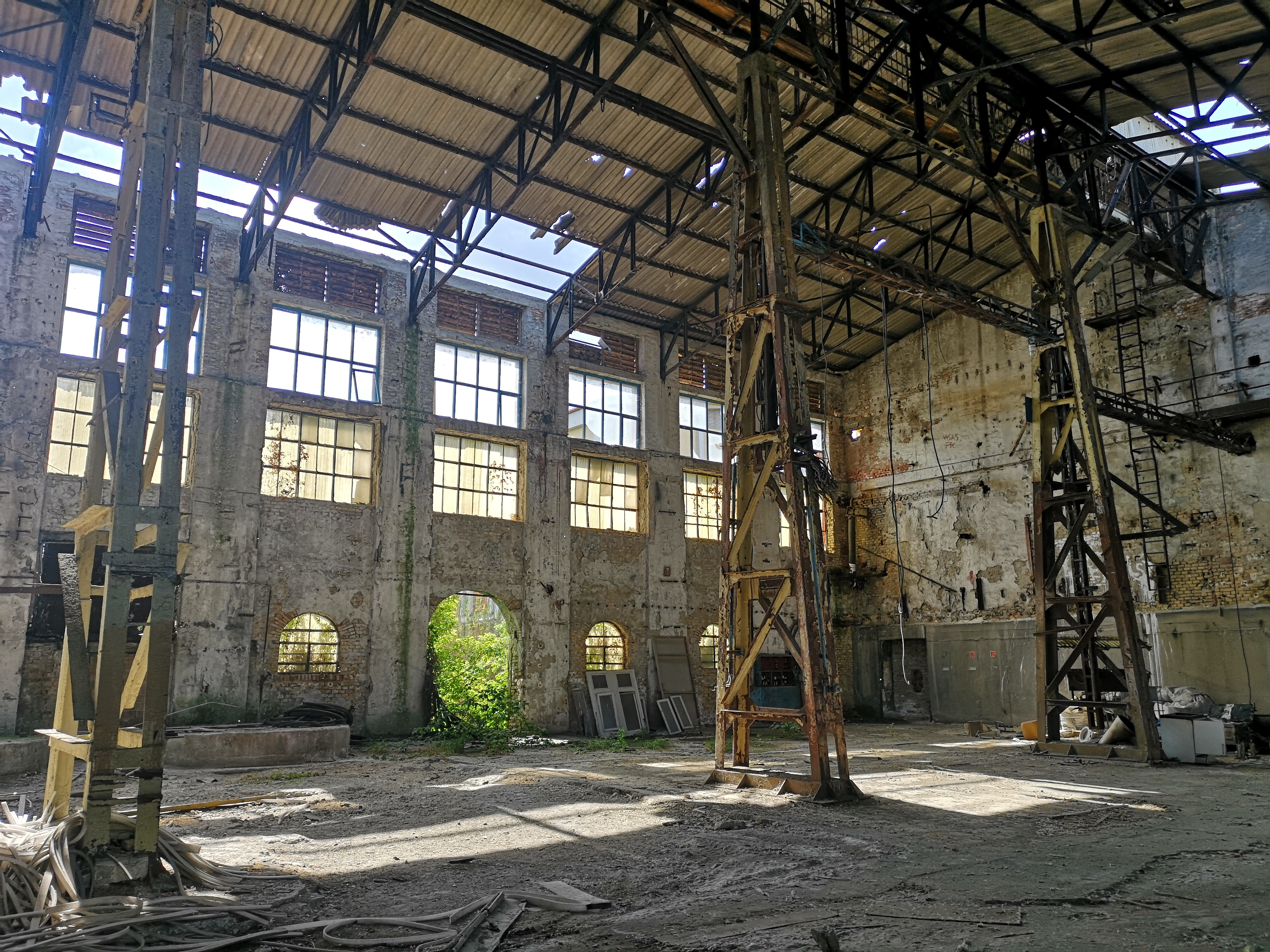
Napjainkban
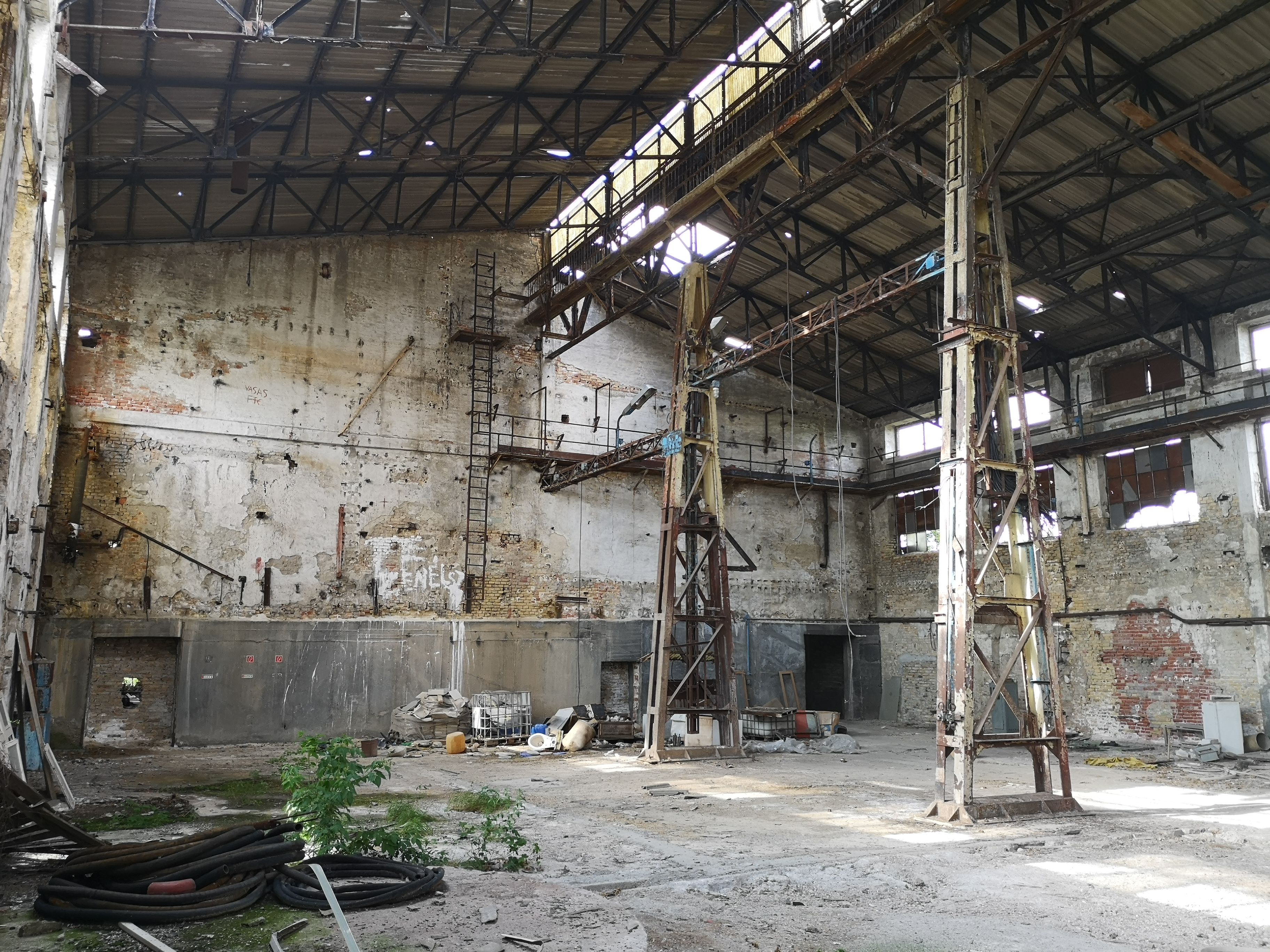
Napjainkban
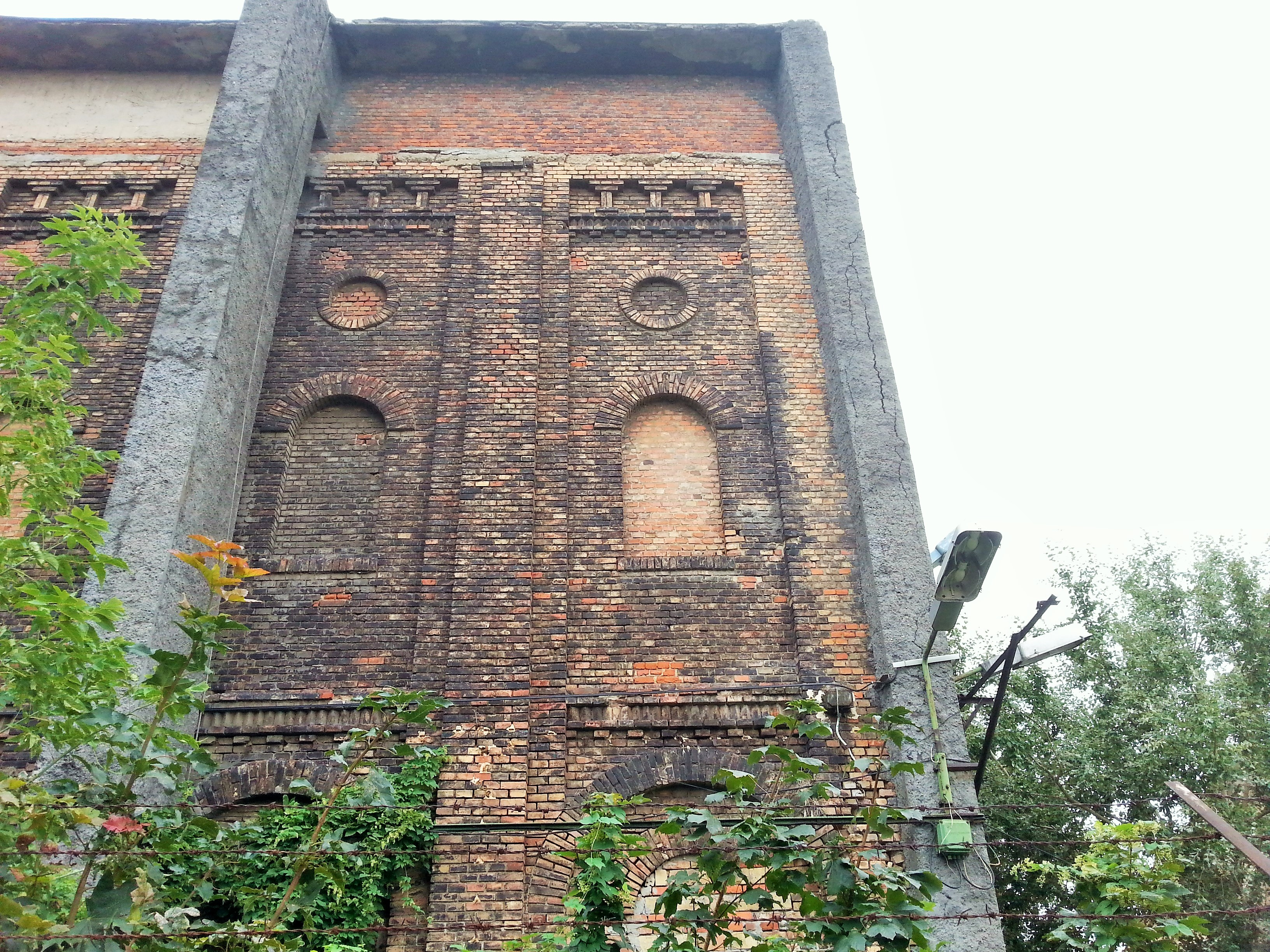
Napjainkban
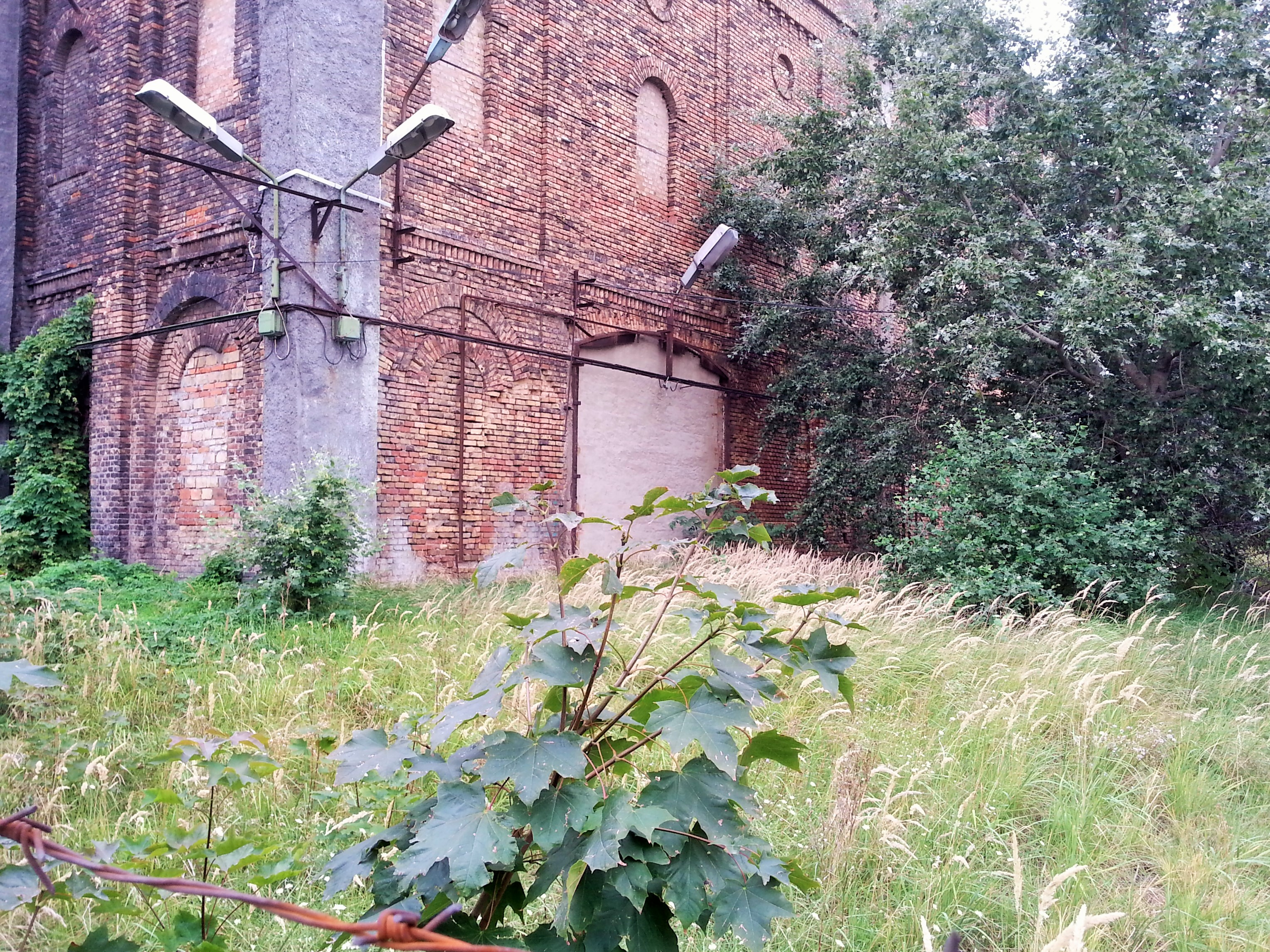
Napjainkban
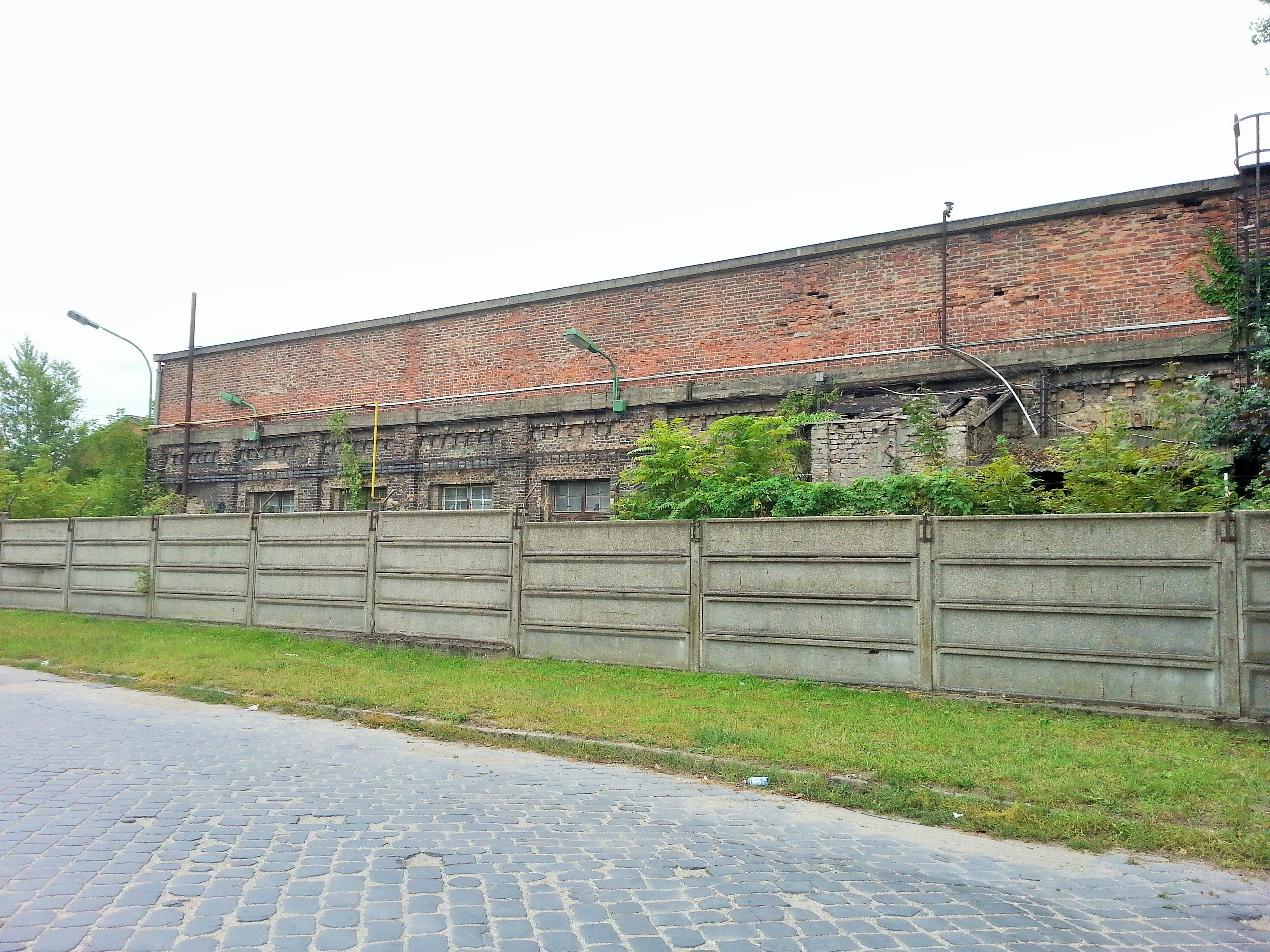
Napjainkban
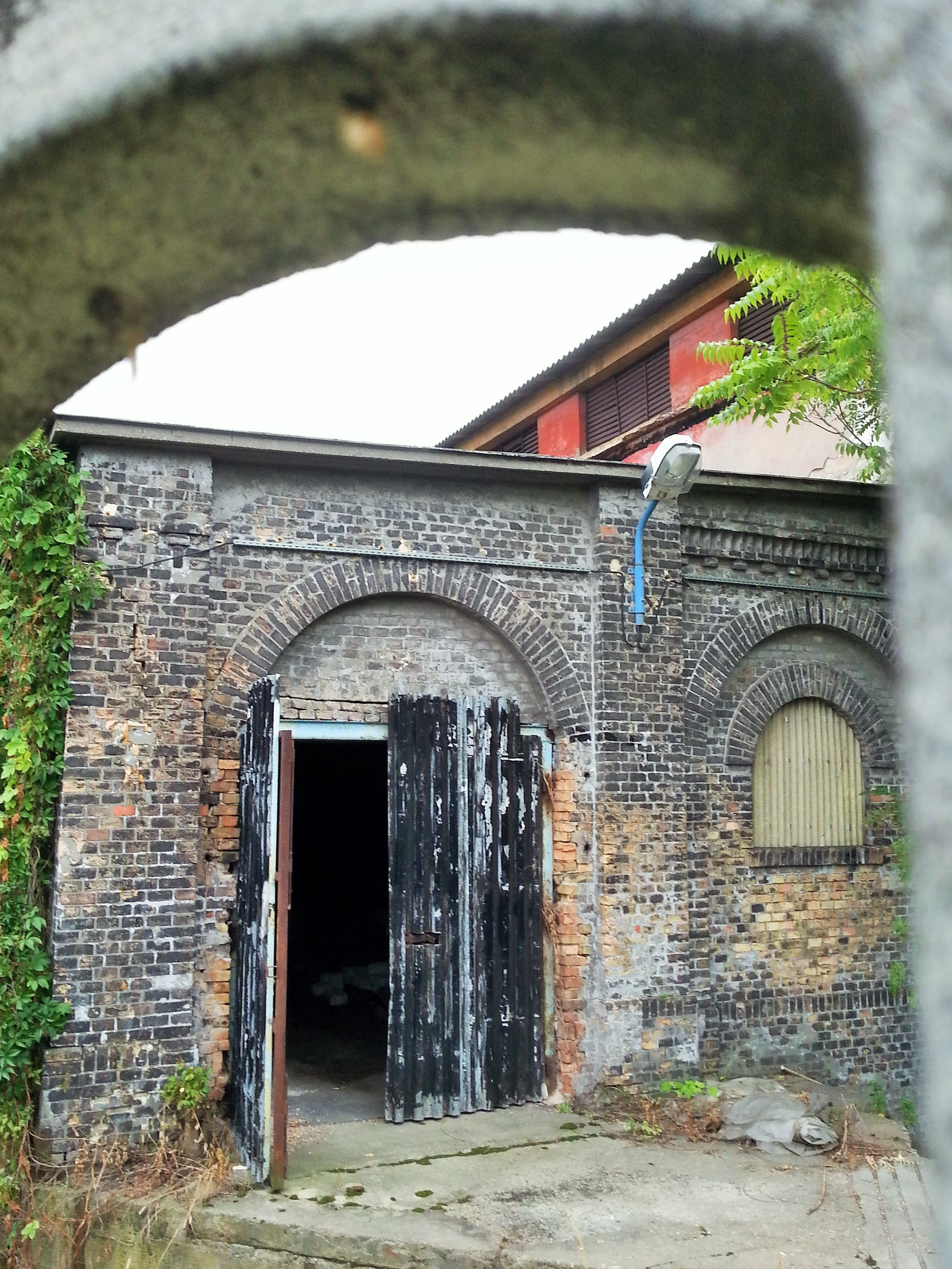
Napjainkban
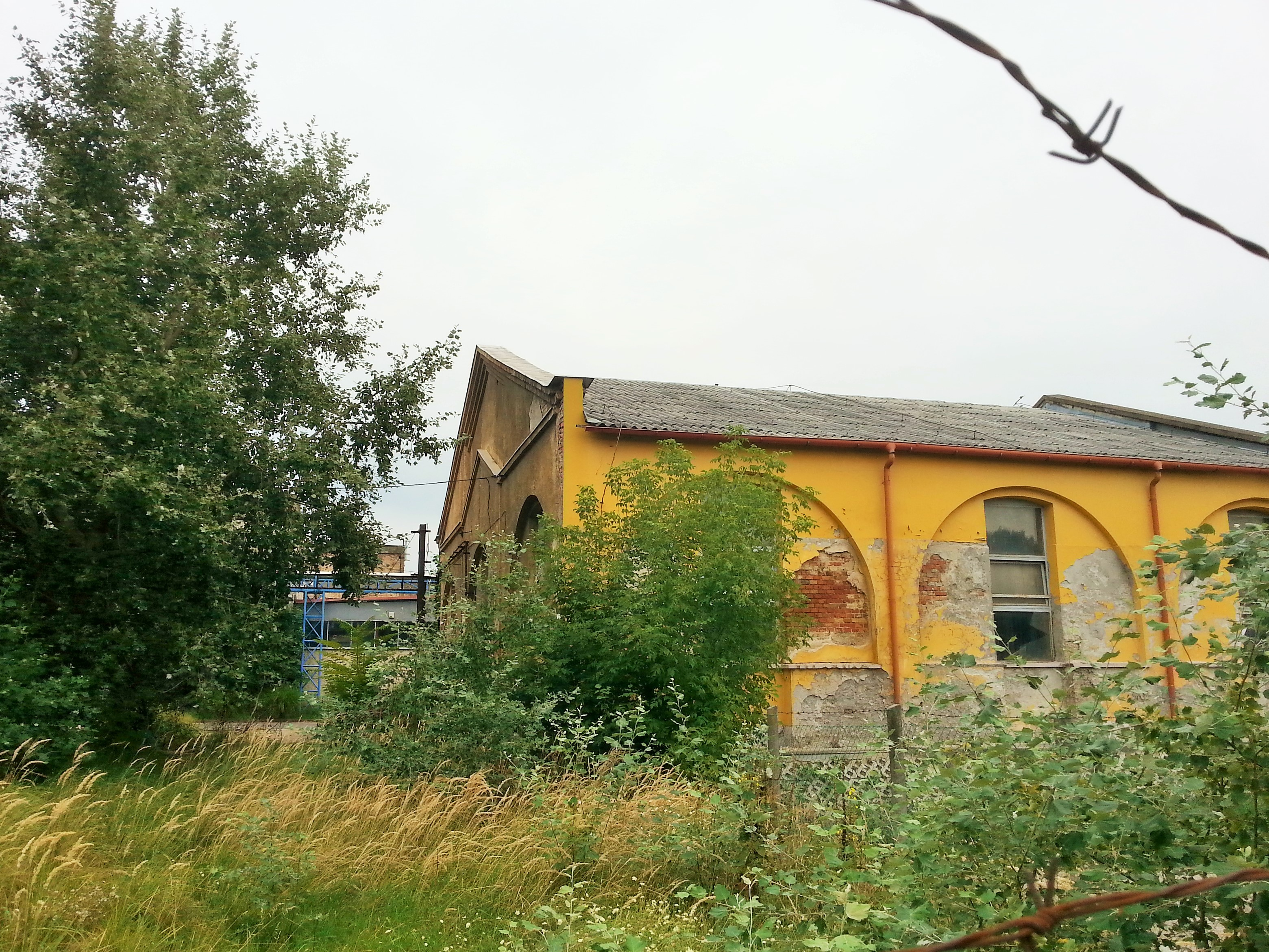
Napjainkban
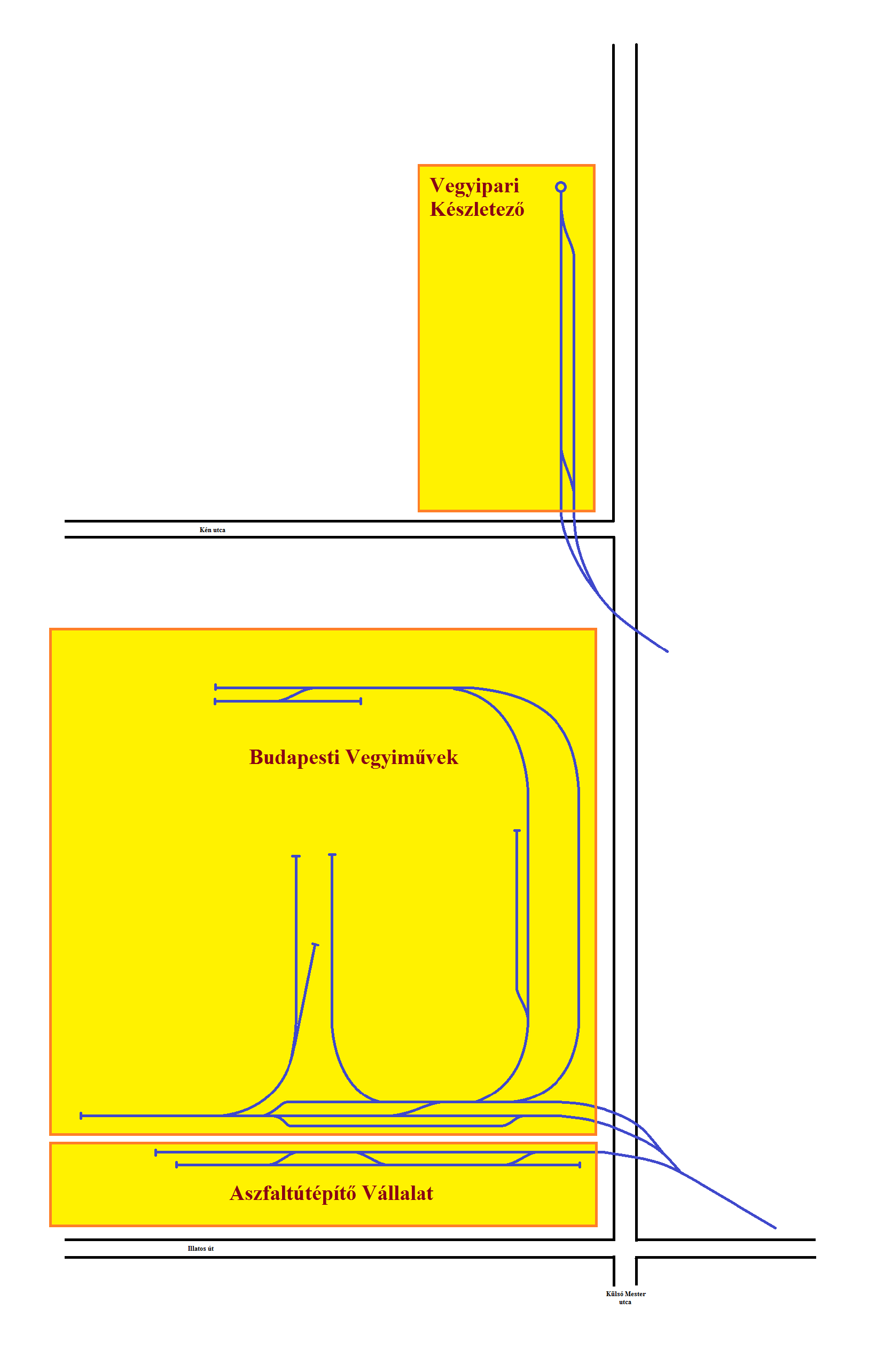
a gyár iparvágányhálózata a 20. század második felében
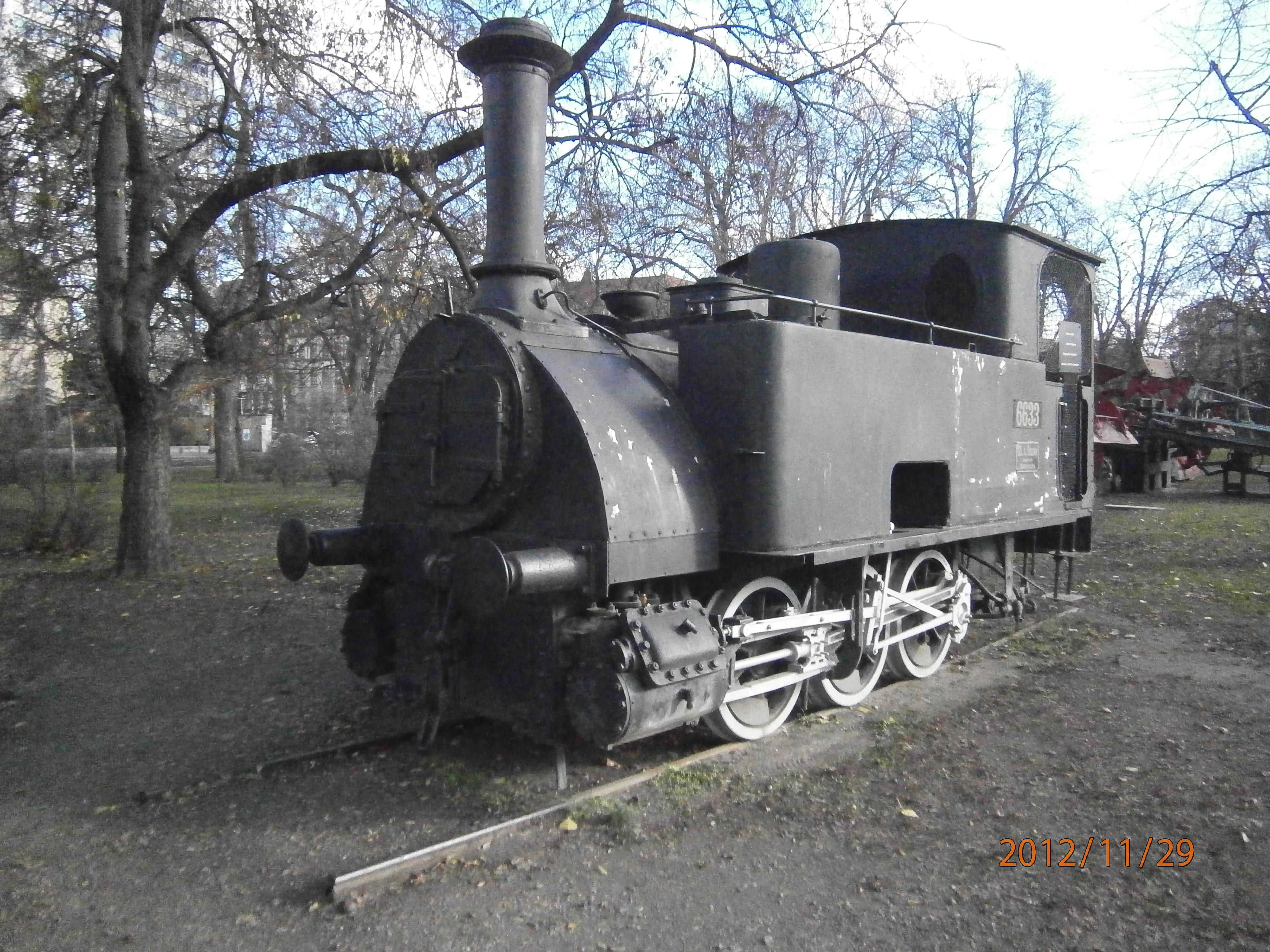
A gyárban használt MÁV 381,001-es gőzmozdony a Közlekedési Múzeum mögött 2012-ben

## Egyéb irodalom
- Koczkás Márta: A budapesti vegyiművek 100 éve, k. n., Budapest, 1976, ISBN 963-02-0400-2